# سيزونز للتجارة والصناعة
شركة سيزونز هي شركة مصرية وإحدى شركات مجموعة أوليمبيك جروب وتملك العلامة التجارية تانك لحفظ مياة الشرب.
تأسست شركة سيزونز في عام 2004 وذلك بعد بدء نشاطها الصناعي ممثلا في شركة سيزونز للصناعة المتخصيصة في تصنيع منتجات وتطبيقات مياة الشرب.
في خلال عام 2004 إلى عام 2007 أصبحت شركة سيزونز للصناعة في مقدمة مصنعى المنتجات البلاستيكية لحفظ درجة حرارة مياة الشرب في شمال أفريقيا.
قي عام 2005 أصبحت شركة سيزونز من أكبر موزعي ومصدرى هذه المنتجات قي مصر والشرق الأوسط وذلك بعد تأسيس شركة سيزونز للتجارة والتوزيع وقد قامت شركة سيزونز بتوسيع نطاق منتجاتها لتشمل حاويات الشرب وفلاتر مياة وتقوم شركة سيزونز الآن بالتصدير لأكثر من عشرة دول قي الشرق الأوسط وشمال وجنوب أفريقيا وأخيرا أوروبا.